# دينيس سليموفيتش
دينيس سليموفيتش (بالسلوفينية: Denis Selimović)‏ هو لاعب كرة قدم سلوفيني في مركز الوسط، ولد في 22 يونيو 1979 في جمهورية يوغوسلافيا الاشتراكية الاتحادية. لعب مع جيلييزنيتشار ساراييفو ونادي أوليسوند ونادي كيفلافيك.